# Nemeritis pygmaea
Nemeritis pygmaea là một loài tò vò trong họ Ichneumonidae.